# St. Mauritius (Zörbig)

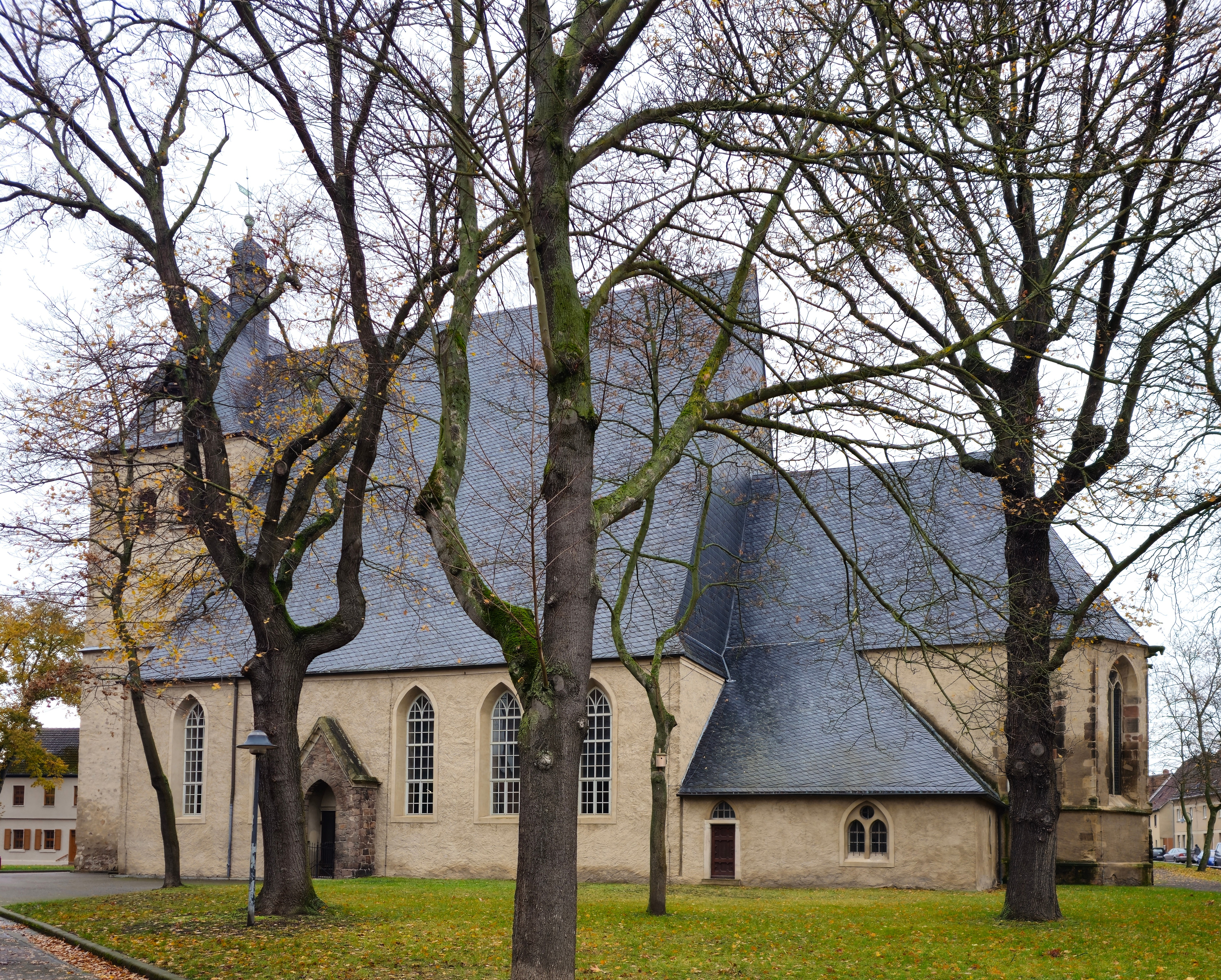
Stadtkirche St. Mauritius Zörbig

St. Mauritius ist eine denkmalgeschützte Kirche in der Stadt Zörbig, Kirchplatz 2, in Sachsen-Anhalt. Sie gehört innerhalb des Pfarrbereichs Zörbig zum Kirchenkreis Wittenberg der Evangelischen Kirche in Mitteldeutschland. Im örtlichen Denkmalverzeichnis ist sie unter der Erfassungsnummer 094 90067 als Baudenkmal verzeichnet.

## Geschichte
Das dem heiligen Mauritius geweihte Kirchengebäude wurde 1202 erstmals erwähnt. Zur damaligen Zeit unterstand die Kirche dem Abt des Klosters Petersberg. 1518, während eines großen Stadtbrands, brannte sie vollständig aus und stand fast 20 Jahre leer, bevor sie 1537 bis 1541 im spätgotischen Stil wiederaufgebaut wurde. 1539 trat die Kirchengemeinde zur protestantischen Lehre über.
1881/82 erfolgte eine grundlegende Restaurierung der Kirche, bei der Anbauten vor die Eingänge gesetzt, der Altarraum mit dreifarbigen Fenstern und der Innenraum mit Bemalungen im neugotischen Stil versehen wurden. Der damals entfernte barocke Altar wurde bei einer weiteren Renovierung 1935/36 wieder an seinen ursprünglich Ort zurückversetzt.

## Architektur und Ausstattung

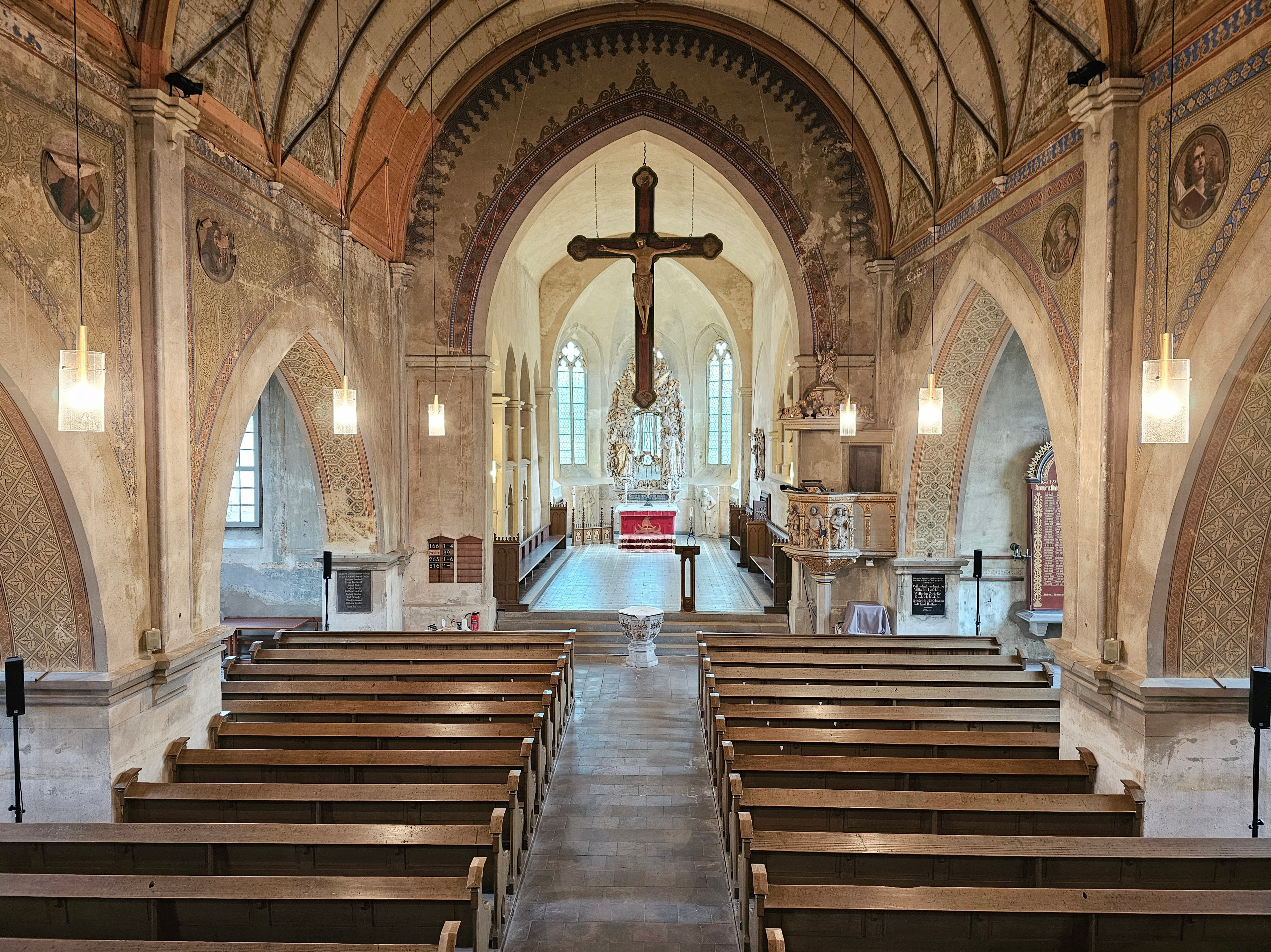
Innenraum (2023)

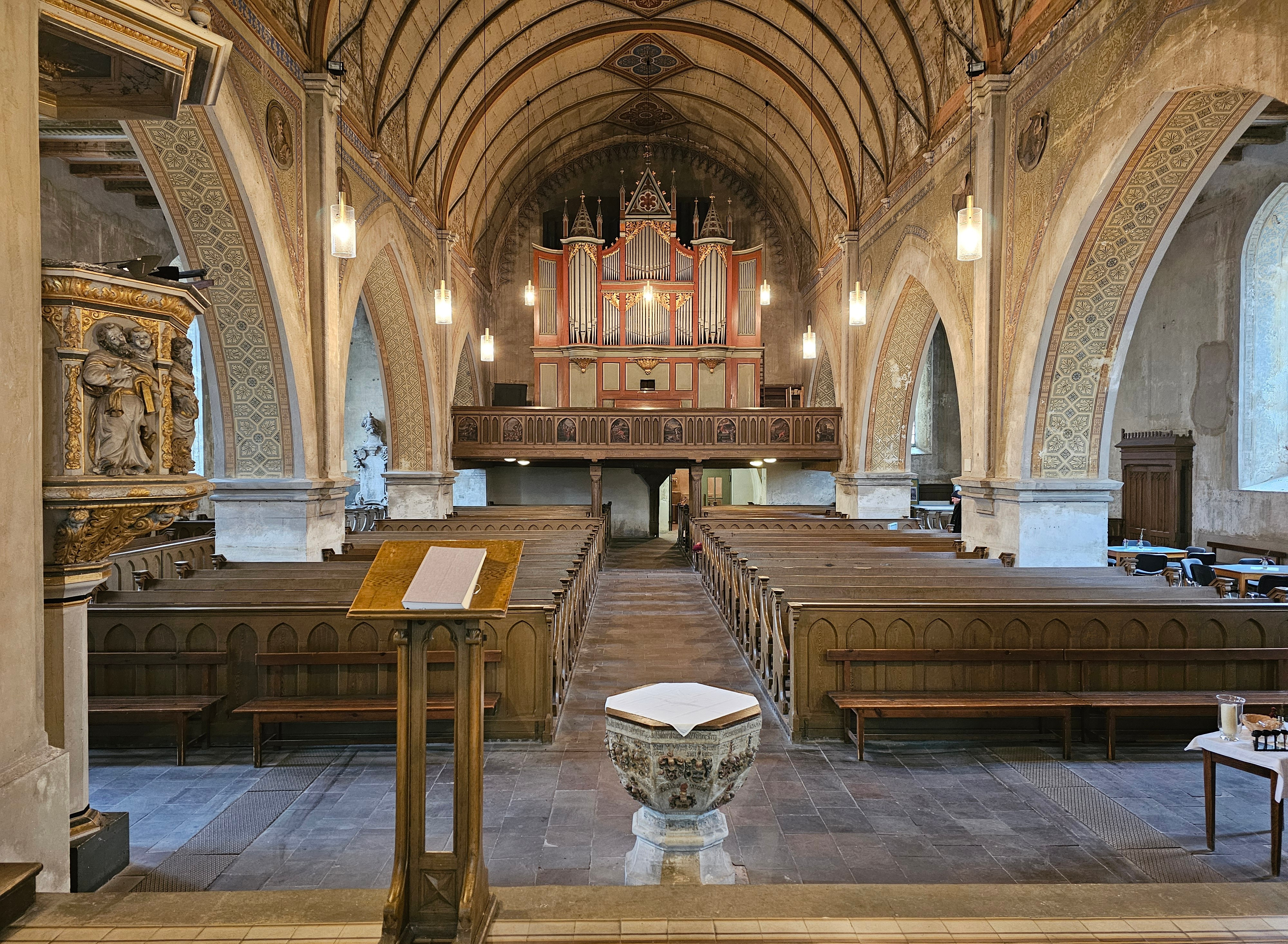
Blick zur Orgel

Der Kirchenbau stellt sich als mehrfach veränderte spätgotische Pseudobasilika aus Bruchstein mit Westquerturm dar. Der spätgotische Turm besitzt ein Walmdach, Laterne und Haube; das dreischiffige Langhaus ein hohes steiles Satteldach. Der im Osten polygonal schließende Chor stammt vom Umbau des 16. Jahrhunderts. Das von einer hohen Holztonne überspannte Mittelschiff ist zu den schmalen Seitenschiffen geöffnet. Der kreuzgewölbte Chorraum besitzt seitliche Emporen.
Die im Lauf mehrerer Jahrhunderte zusammengetragene Ausstattung ist von bemerkenswerter Qualität. Bedeutsam ist das um 1230 entstandene spätromanische monumentale Triumphkreuz, das vermutlich nach der Auflösung des Klosters Petersberg um 1538/40 nach Zörbig gekommen ist.
Der 6,50 m hohe und 2,80 m breite, vom süddeutschen Barock beeinflusste Altar aus dem Jahr 1694 ist von ungewöhnlicher Form und Ikonografie. Die polygonale hölzerne Kanzel mit Schnitzfiguren der vier Evangelisten stammt aus der Zeit um 1740, ein wappengeschmückter achteckiger Taufstein in Kelchform von 1699. Altar, Kanzel und Taufstein sind Stiftungen des Herzogs August von Sachsen-Merseburg.
Aus der Zeit um 1700 sind im oberen Turmraum mehrere barocke Holzskulpturen erhalten sowie an der Orgelempore zwölf Gemälde mit biblischen Szenen. Die Kirche verfügt über zwei Glocken aus dem 15. und 17. Jahrhundert.

## Orgel

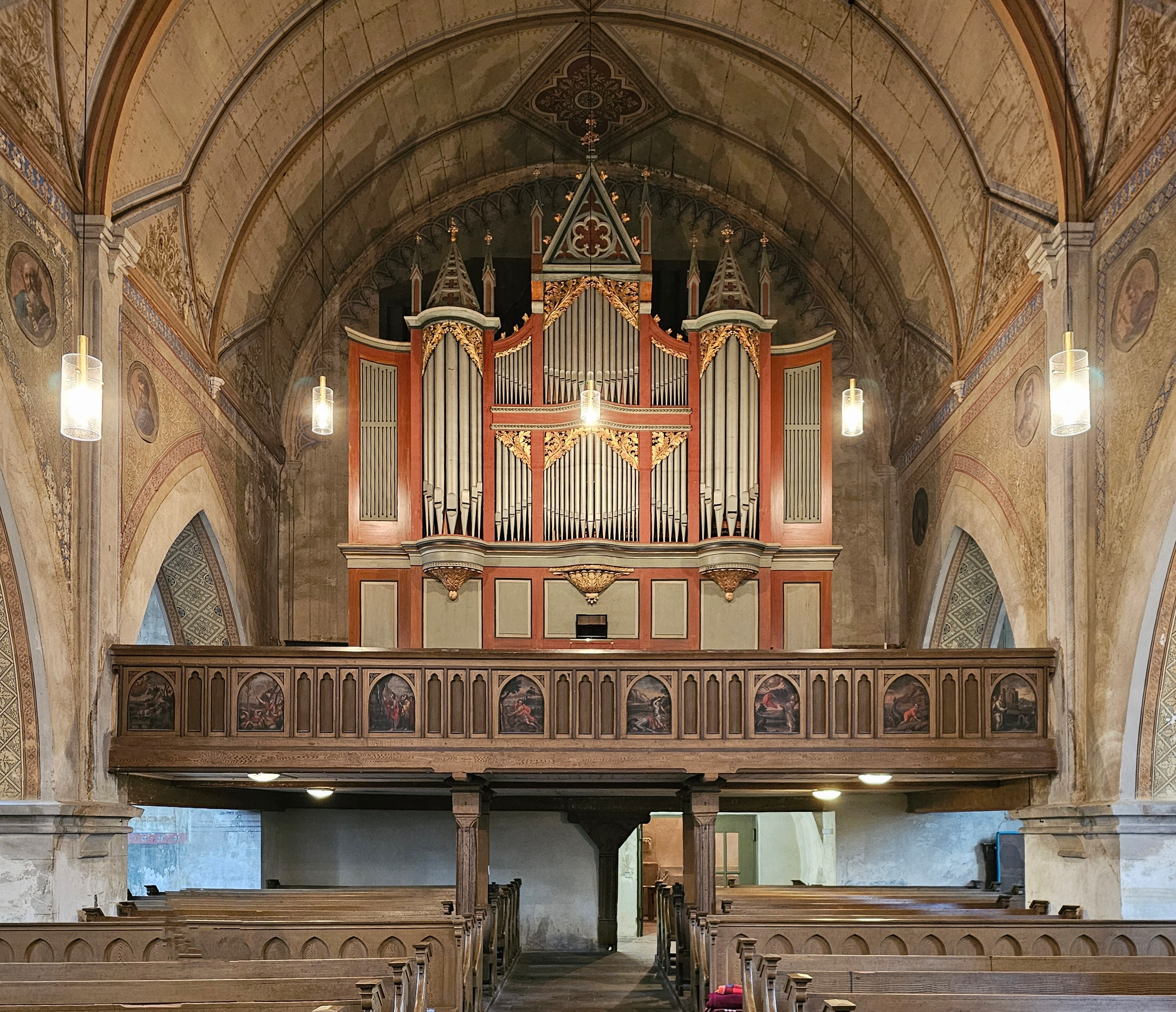
Rühlmann-Orgel von 1928

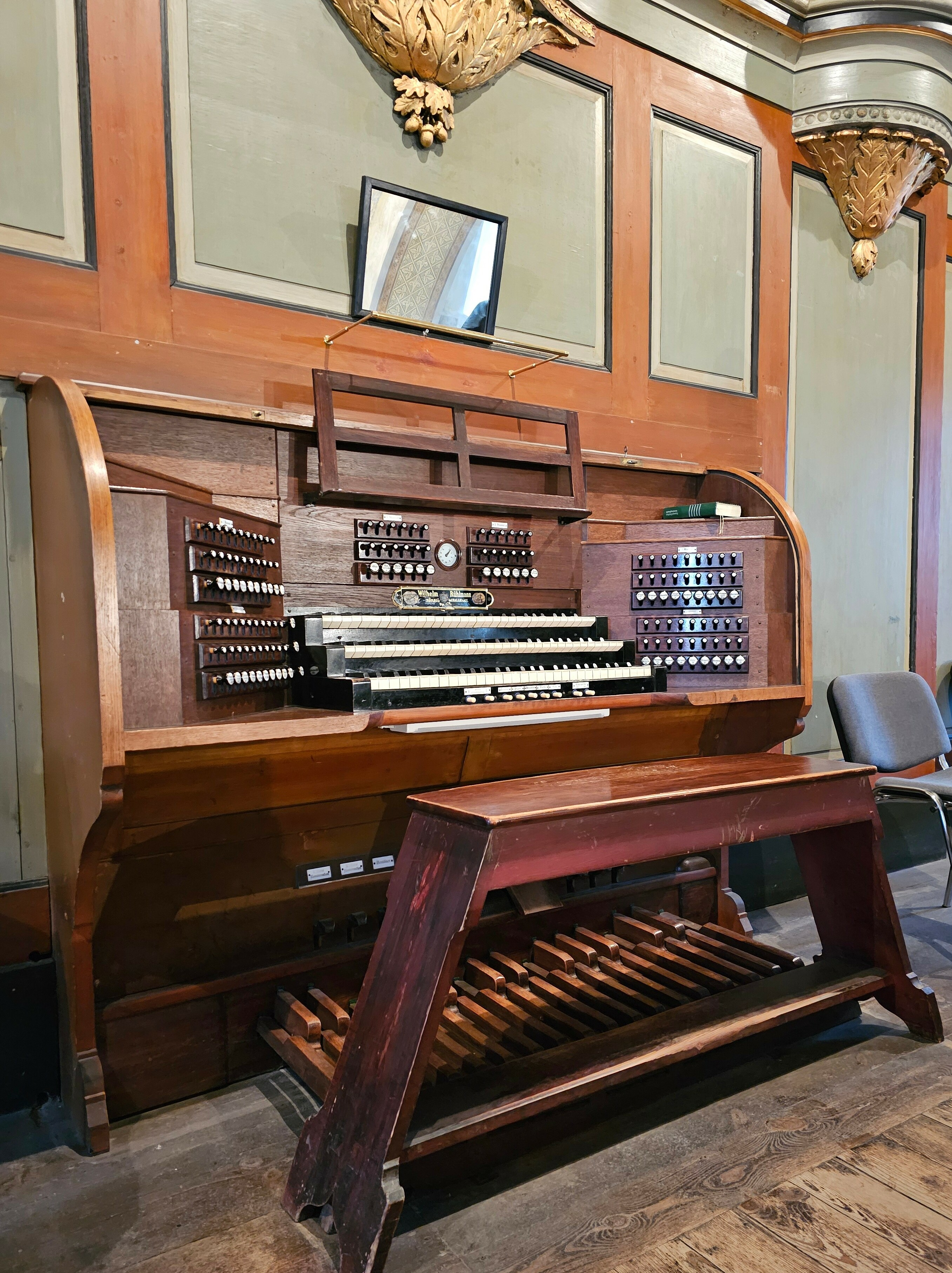
Spielanlage der Orgel

Die Orgel im erweiterten Gehäuse der Vorgängerorgel von 1819 wurde 1928 als op. 432 in der Zörbiger Werkstatt von Wilhelm Rühlmann jun. neu gebaut. Bei Taschen- und Kegelladen sowie pneumatischer Spiel- und Registertraktur verfügt sie über 40 Register auf drei Manualen und Pedal. Von einer durch Rühlmann 1940 selber sowie drei weiteren in der Nachkriegszeit vorgenommenen dispositionellen Veränderungen wurde bei der Restaurierung 2004/05 durch Rainer Wolter eine wieder rückgängig gemacht. Die Orgel hat seither folgende Disposition:
| I Hauptwerk C–f3 |                  |     |
| 1.               | Bordun           | 16′ |
| 2.               | Principal        | 8′  |
| 3.               | Hohlflöte        | 8′  |
| 4.               | Gambe            | 8′  |
| 5.               | Octave           | 4′  |
| 6.               | Flauto armonico0 | 4′  |
| 7.               | Octave           | 2′  |
| 8.               | Cornett III      |     |
| 9.               | Mixtur IV        |     |
| 10.              | Trompete         | 8′  |

| II Oberwerk C–f3 |                 |       |
| 11.              | Quintadena      | 16′   |
| 12.              | Geigenprincipal | 8′    |
| 13.              | Doppelflöte     | 8′    |
| 14.              | Flauto traverso | 8′    |
| 15.              | Principal       | 4′    |
| 16.              | Nachthorn       | 4′    |
| 17.              | Gemshornquinte0 | 2 ⁄3′ |
| 18.              | Blockflöte      | 2′    |
| 19.              | Octave          | 1′    |

| III Schwellwerk C–f3 |                  |     |
| 20.                  | Zartgedackt      | 16′ |
| 21.                  | Hornprincipal    | 8′  |
| 22.                  | Portunalflöte    | 8′  |
| 23.                  | Aeoline          | 8′  |
| 24.                  | Vox coelestis    | 8′  |
| 25.                  | Quintadena       | 8′  |
| 26.                  | Fugara           | 4′  |
| 27.                  | Rohrflöte        | 4′  |
| 28.                  | Flautino         | 2′  |
| 29.                  | Sesquialtera II0 |     |
| 30.                  | Mixtur III       |     |
| 31.                  | Oboe             | 8′  |

| Pedal C–f1 |                |     |
| 32.        | Subbass        | 16′ |
| 33.        | Contrabass     | 16′ |
| 34.        | Harmonikabass0 | 16′ |
| 35.        | Stillgedackt   | 16′ |
| 36.        | Octavbass      | 8′  |
| 37.        | Cello          | 8′  |
| 38.        | Quintadena     | 8′  |
| 39.        | Octave         | 4′  |
| 40.        | Posaune        | 16′ |

- Koppeln:
  - Normalkoppeln II/I, III/I, III/II, I/P, II/P, III/P
  - Superoktavkoppeln II/I, III/I, III/II, III/III
- Spielhilfen:
  - 2 freie Kombinationen
  - 4 feste Kombinationen (Piano, Mezzoforte, Forte, Tutti)
  - Registerschweller, Registerschweller ab
  - Zungenabsteller
  - Pianopedal II, Pianopedal III
  - 16′ ab III